# 台獅有限公司
STAGE（全名為STAGE Hyaline of the World，意思為世界的透明舞台），為張子文於2006年成立的台灣時裝品牌，主要販賣潮流時尚服飾。店鋪分佈台灣北中南地區、香港、新加坡等，在澳洲亦有代理店販賣品牌衣服。而中國大陸首間門市於2012年11月11日於上海新天地正式營運。

## 分店網絡

### 台灣地區
- 台北旗艦店
- 台中MITSUI OUTLET PARK 台中港
- 高雄漢神巨蛋店

（不列出與其他品牌聯營之分店）

### 中國大陸地區
- 上海環貿廣場店
- 北京西單大悦城
- 武漢中心百貨店
- 南寧三祺廣場店

### 亞洲其他地區
- 香港專賣店
- 新加坡專賣店

## 外部連結
- STAGE官方網站 （页面存档备份，存于）
- STAGE Group的Facebook專頁
- STAGECREW的新浪微博
- YouTube上的STAGE Group頻道